# Dwi Karya Mustika
Dwi Karya Mustika is een bestuurslaag in het regentschap Mesuji van de provincie Lampung, Indonesië. Dwi Karya Mustika telt 1781 inwoners (volkstelling 2010).